# Himatanthus sucuuba
Himatanthus sucuuba är en oleanderväxtart som först beskrevs av Richard Spruce, Müll. Arg., och fick sitt nu gällande namn av R. E.Woodson. Himatanthus sucuuba ingår i släktet Himatanthus och familjen oleanderväxter. Inga underarter finns listade i Catalogue of Life.